# 杨凭
楊憑（?—?），字虛受，弘農人。
與弟楊凝、楊凌皆以能寫文章聞名，崇尚气節，與穆質、許孟容、李鄘等友善，權德輿與楊憑交情最深。大曆中，三兄弟皆登擢進士，時稱三楊。楊憑歷任節度府、監察御史、湖南觀察使。官至京兆尹，曾提拔徐晦。
杨凭性豪奢，築豪宅，又蓄妓妾。與李夷簡有舊怨，元和四年，夷簡劾奏楊憑之前任江西觀察使时的贓罪，憲宗因楊憑有政績，只貶為臨賀（今廣西賀縣南）尉，籍沒家產。权德舆不敢送行，唯獨徐晦一人送杨凭到藍田。不久任杭州長史，元和七年，朝廷大赦天下，楊憑得以返京，為太傅。終官太子詹事，卒於任上。

## 家族
柳宗元是杨凭女婿。杨凭有子杨诲之，生于790年代，曾去临贺探望父亲。杨凭另有子杨浑之，杨浑之子杨简，杨简之子杨途，字遐至。

## 延伸阅读
[在维基数据编辑]
 在维基文库阅读此作者作品
 《舊唐書·卷146》，出自刘昫《舊唐書》
 《新唐書·卷160》，出自《新唐書》